# Regimento de Skaraborg
O  Regimento de Skaraborg ou Escaraburgo (em sueco: Skaraborgs regemente), também chamada P 4, é uma unidade de carros de combate do Exército da Suécia, estacionada na cidade de Skövde, na Västergötland. Nesta unidade, são treinados militares para combate terrestre usando carros de combate Stridsvagn 122 e Stridsfordon 90, tanto na Suécia como no exterior. Dispõe de 2 batalhões mecanizados, 2 companhias de carros de combate e 1 companhia de transportes pesados. O pessoal da base é constituído por 379 oficiais profissionais, 906 sargentos e praças, 124 civis e 361 oficiais da reserva.

## Galeria

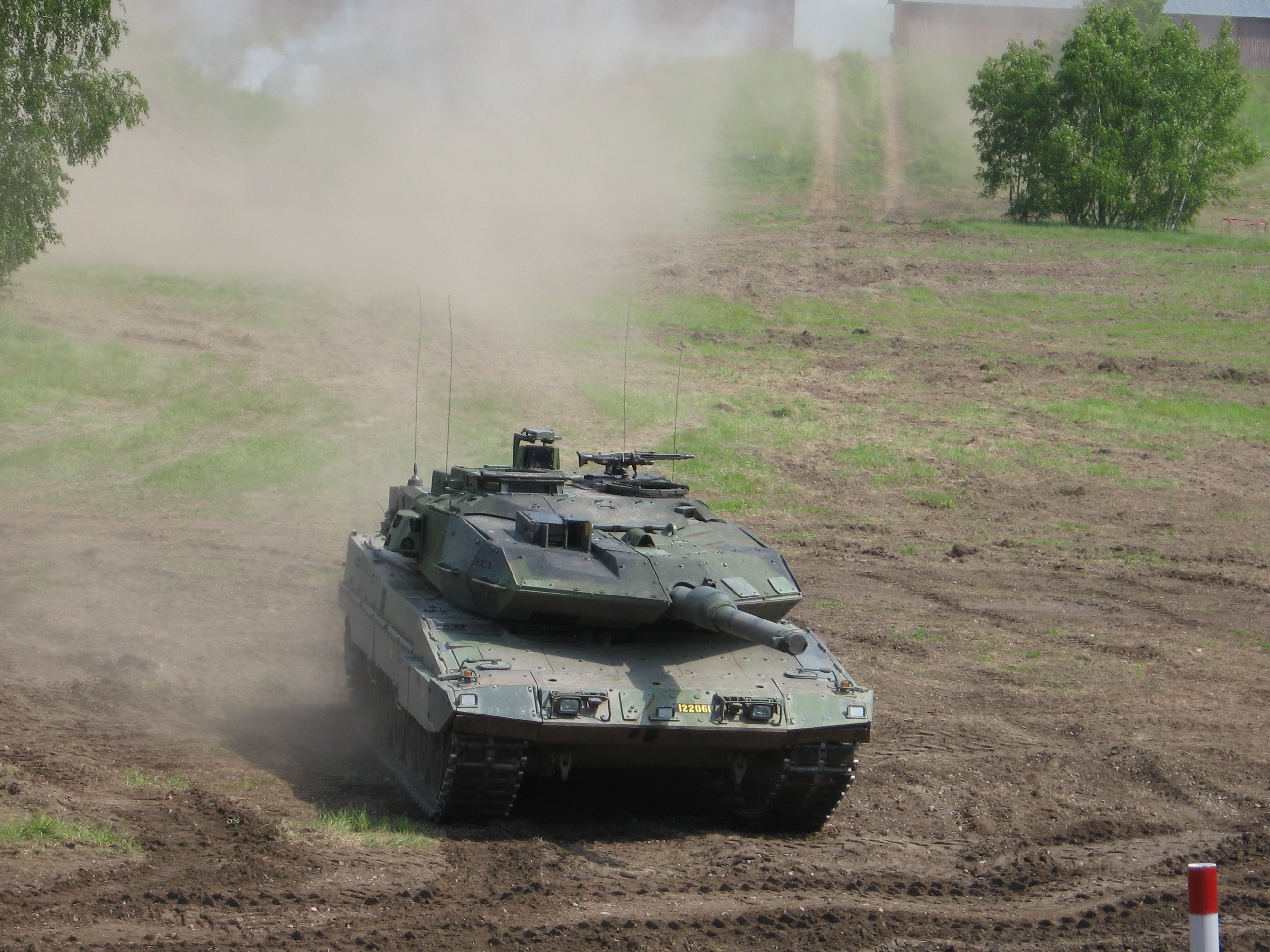
Stridsvagn 122
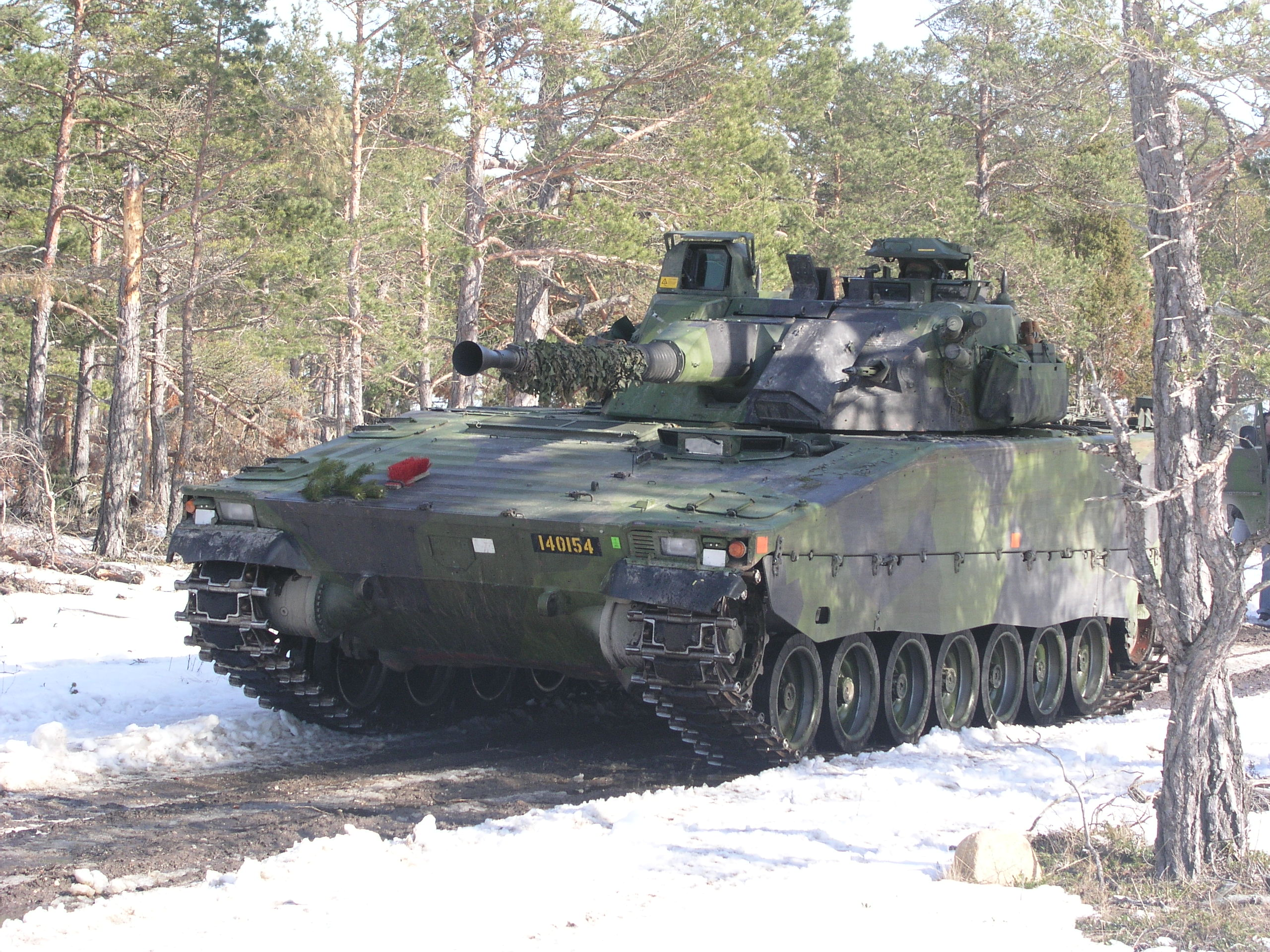
Stridsfordon 90